# Токарівська сільська рада (Лохвицький район)
То́карівська сільська́ ра́да — колишній орган місцевого самоврядування у Лохвицькому районі Полтавської області з центром у селі Токарі.

## Населені пункти
Сільраді були підпорядковані населені пункти:
- c. Токарі
- c. Гамаліївка
- c. Долинка
- c. Пучківщина
- c. Руда